# Иван Скерлев
Иван Петров Скерлев е български футболист, защитник на Гигант (Съединение). Роден е на 28 януари 1986 г. в Хасково. Висок е 180 см., тежи 75 кг.

## Кариера
Универсален защитник, може да играе еднакво добре като десен бек и централен защитник, но титулярната му позиция е ляв бек, еднакво добър с двата крака. Възпитаник на благоевградската футболна школа. Привлечен в юношеските формации на Литекс в началото на 2005 г. Пратен е под наем първоначално на ФК Хасково, а през януари 2006 заедно с още няколко юноши на Литекс е преотстъпен на Дунав (Русе) където старши треньор по това време е Ферарио Спасов . Играе стабилно по двата фланга на отбраната на русенския отбор и през пролетта на същата година е повикан в младежкия национален отбор на България, за който дебютира в контролната среща с Македония. Не успява дя се наложи в Литекс при нито един треньор и след преотстъпвания на Спартак (Варна) и Любимец, през януари 2009 г. решава да напусне ловчалии, като подписва с втородивизионния Свиленград.